# ديفيد فيليب ميلر
ديفيد فيليب ميلر (بالإنجليزية: David Philip Miller)‏ هو مؤرخ علوم أسترالي، ولد في 6 سبتمبر 1953.